# Râul Baia, Fleț
Râul Baia este un afluent al râului Fleț.

## Hărți
- Harta județului Mureș